# Мария II (Португалия)
Мария II (на португалски: Maria II или Maria da Glória) е потомствена кралица на Португалия, управлявала от 1826 до 1853 г.

## Произход
Мария да Глория е родена на 4 април 1819 в Рио де Жанейро, Бразилия, като Мария да Глория Жоана Карлота Леополдина да Крус Франсишка Шафер де Паула Исидора Мигела Габриела Рафаела Гонзага де Австрия е Браганса (на португалски: Maria da Glória Joana Carlota Leopoldina da Cruz Francisca Xavier de Paula Isidora Micaela Gabriela Rafaela Gonzaga de Áustria e Bragança). Тя е дъщеря на Педро I, бъдещ император на Бразилия и крал на Португалия, и на съпругата му Мария-Леополдина Австрийска, дъщеря на император Франц II.

## Династична криза в Португалия
През 1826 г. умира дядото на Мария да Глория, крал Жуау VI Португалски, което предизвиква династична криза. Покойният крал има легитимен мъжки наследник – бащата на Мария Педро, който обаче през 1822 г. прокламира независимостта на Бразилия от Лисабон и заема императорския ѝ престол като император Педро I. Другият син на Жуау VI – Мигел е в Австрия след поредица от опити да свали баща си и да прекрати либералното му управление.
Преди смъртта си Жуау VI посочва любимата си дъщеря Изабела-Мария за регент на престола до завръщането на легитимния наследник на кралството. Кралят обаче пропуснал да посочи кой от синовете му е легитимният наследник на престола – либералният император на Бразилия Педро I или абсолютистки настроеният Мигел.
Мнозина смятали, че Педро I e законният наследник на португалския престол, но никой не иска Бразилия и Португалия отново да бъдат обединени по една корона. Малката европейска страна се намира под Бразилско управление, когато двете страни са част от т.н Обединено кралство Португалия, Бразилия и Алгарве, основано от Жуау VI по време на престоя му в Рио де Жанейро от 1808 до 1820 г. Страхувайки се, че брат му Мигел е готов да се завърне в страната и да заеме престола, Педро се съгласява на взаимни отстъпки – Педро абдикира от престола в полза на най-голямата си дъщеря Мария да Глория, която трябвало да се омъжи за чичо си Мигел, който трябвало да приеме либералната конституция на страната, да се закълне да я защитава и да се върне в Португалия, за да управлява като регент на Мария, докато тя навърши пълнолетие. Мигел приема предложението на брат си, но след като се завръща в Португалия, той детронира регентския съвет на сестра си Изабела-Мария и се провъзгласява за крал, след което отменя либералната конституция. По време на кървавия режим на Мигел I Мария да Глория се намира в Европа и прекарва известно време във Виена, Лондон и Париж.
През 1831 Педро I абдикира от бразилския престол в полза на сина си Педро II (по-малкия брат на Мария) и от базата си на Азорските острови нападнал брат си Мигел, принуждавайки го да абдикира през 1834 г. Така Мария да Глория е възстановена на престола в Лисабон, а годежът ѝ с дон Мигел е анулиран.

## Бракове

### Брак с Огюст дьо Боарне
След анулирането на годежа ѝ с Мигел правителството в Лисабон започва да търси нов съпруг за кралицата. За да се осигури пълната лоялност на бъдещия съпруг към властта на Мария II и конституционния режим в Португалия, едно от изискванията е той да няма никакви други ангажименти извън Португалия. Вниманието на Мария се спира върху Огюст дьо Боарне, внук на императрица Жозефина, когото великите сили смятат за подходящ кандидат заради факта, че той не е член на нито една от управляващите в Европа династии и няма никакви други външнополитически амбиции.
На 1 декември 1834 г. Мария II и Огюст са венчани по доверие в Мюнхен. По това време младоженецът е на 24, а булката – на 15 години. Огюст пристига в Португалия малко по-късно и на 26 януари 1836 г. той и Мария II са венчани лично на втора церемония в Лисабон. В Лисабон обаче Огюст заболява тежко и умира два месеца по-късно на 28 март 1835 г.

### Брак с принц Фердинанд Сакс-Кобург-Гота
На 1 януари 1836 г. Мария да Глория се омъжва за принц Фердинанд Сакс-Кобург-Гота, който става неин съуправител. Според Португалския закон съпругът на управляващата кралица може да бъде титулуван крал само след раждането на първото дете на двойката (това е причина първият съпруг на Мария II никога да не получава тази титла). След раждането на първия им син през 1837 г. Фердинанд е провъзгласен и за крал на Португалия като Фердинанд II.
На 16 май 1846 г. в Португалия избухва революция, която е потушена от роялистките сили на 22 февруари 1847 г., което е причина Португалия да се размине с Пролетта на народите от 1848 г.

## Управление
Управлението на Мария II да Глория остава в историята с усилията на кралското правителство за подобряването на общественото здравеопазване в Португалия, което целяло да пресече епидемията от холера, която вилнее из страната. Освен това Мария II полага и усилия за подобряване на нивото на образованието в страната.
След поредица от бременности и раждания Мария II да Глория получава предупреждение от кралските лекари за сериозните рискове за здравето ѝ, до които може да доведе раждането на едно дете всяка година. Кралицата пренебрегва предупрежденията и умира на 15 ноември 1853 г. по време на раждането на дванадесетото си дете.
След смъртта ѝ Фердинанд е обявен за регент на сина си Педру. Фердинанд се жени втори път за оперната певица Елиза Хенслер, графиня на Елда.

## Потомци
- Педру V (1837 – 1861)
- Луиш I (1838 – 1889)
- Мария (1840 – 1840)
- Жоао Мария (1842 – 1861)
- Мария Анна (1843 – 1884)
- Антония Мария (1845 – 1913)
- Фернандо (1846 – 1861)
- Аугусто (1847 – 1889)
- Леополдо (1849 – 1849)
- Мария Флория (1851 – 1851)
- син (1851)
- Евгенио Мария (1853 – 1853)